# Taimanawa
Taimanawa is een geslacht van zee-egels uit de familie Brissidae.

## Soorten
- Taimanawa greyi (Hutton, 1873) †
- Taimanawa mortenseni Henderson & Fell, 1969
- Taimanawa pulchella Henderson & Fell, 1969 †
- Taimanawa relicta (Shigei, 1975)